# أورا إيلينا فارفان

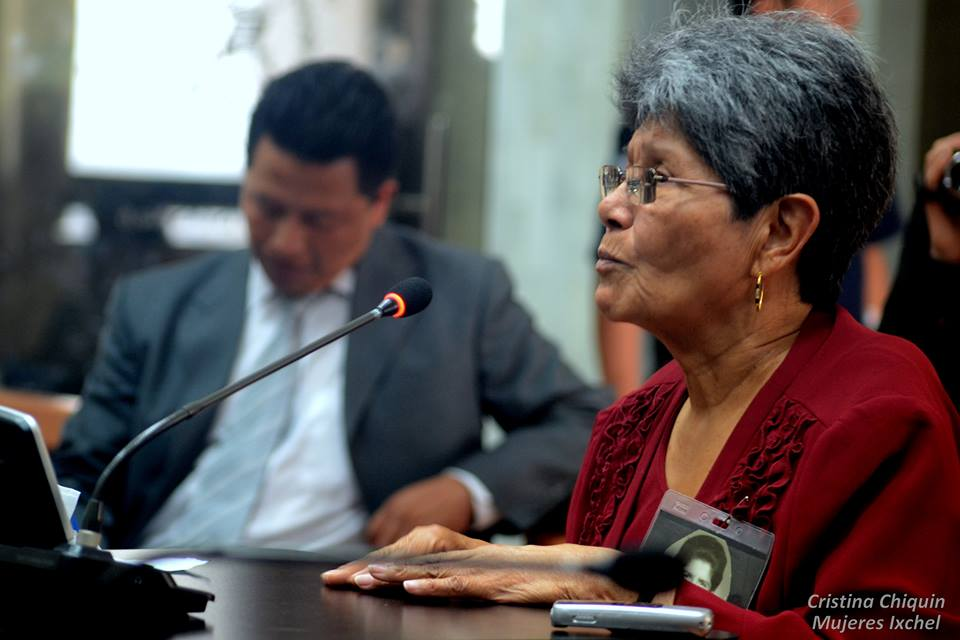
أورا إلينا فارفان

أورا إلينا فارفان (بالإسبانية: Aura Elena Farfán)‏ (مواليد 2 شباط\فبراير 1940) هي ممرضة وناشطة في مجال حقوق الإنسان من غواتيمالا.وهي إحدى مؤسس منظمة «أقارب المعتقلين والمفقودين في غواتيمالا» ومديرتها التنفيذية. تقع هذه المنظمة في مدينة غواتيمالا وهي مكرّسة للحفاظ على أفراد عائلات الأفراد الذين اختفوا قسرياً من قبل الحكومة الغواتيمالية عام 1992، فهي مخصصة لدعم نساء وأمهات وأخوات وبنات الأشخاص الذين قُبض عليهم واختفوا أثناء النزاع المسلح الداخلي. وتعتبر إحدى أقدم منظمات حقوق الإنسان في غواتيمالا.
تعرضت أورا للعديد من التهديدات بالقتل بسبب أنشطتها. كما تعرضت للاختطاف لقترة قصيرة مع سائقها على أيدي مجهولين مسلحين في 4 أيار (مايو) 2001. عام 2015، تم الاعتراف بها من قبل مجلة تايم الأمريكية باعتبارها واحدة من أكثر الأشخاص نفوذاً في غواتيمالا.
تلقت أورا جائزة نساء الشجاعة الدولية عام 2018.